# FM-синтез
FM-синтез (англ. Frequency Modulation, FM - частотно-модуляционный), операторный синтез — способ синтеза звуковых волн, основанный на частотной модуляции колебания простой (например, синусоидальной) формы. Результатом является звуковая волна с переменным периодом, отличная по тону звучания от исходного колебания. Варьируя такие параметры, как отношение частоты модулирующего колебания к частоте модулируемого колебания и индекс модуляции, можно изменять тембр в широких пределах, получая как гармонические, так и негармонические (например, подобные звучанию колокола или ударных инструментов) звуки.
Метод был предложен в 1967 году Джоном Чоунингом. Наиболее известной моделью синтезатора, использующего FM-синтез, является Yamaha DX7, производившаяся с 1983 по 1986 год.